# Truth Be Told
Truth Be Told – amerykański serial telewizyjny (sitcom) wyprodukowany przez Next Thing You Know Productions oraz Universal Television. Twórcą serialu jest DJ Nash. People Are Talking jest emitowany od 16 października 2015 roku przez NBC. Przed premierą serialu stacja NBC zmieniła tytuł serialu z People Are Talking na Truth Be Told. 27 października 2015 roku, stacja NBC ogłosiła zmniejszenie liczby odcinków pierwszego sezonu z 13 na 10 odcinków.

## Fabuła
Serial opowiada o życiu dwóch par, którzy są sąsiadami i najlepszymi przyjaciółmi.

## Obsada

### Główna
- Mark-Paul Gosselaar jako Mitch[4]
- Vanessa Lachey jako żona Mitcha[5]
- Tone Bell jako Russell[6]
- Bresha Webb jako Angie[7]
- Brooke Ishibashi jako Tracy[8]

## Odcinki
| Sezon | Sezon | Odcinki | Oryginalna emisja NBC | Oryginalna emisja NBC | Oryginalna emisja | Oryginalna emisja | Oryginalna emisja |
| Sezon | Sezon | Odcinki | Premiera sezonu       | Finał sezonu          | Premiera sezonu   | Finał sezonu      |                   |
| ----- | ----- | ------- | --------------------- | --------------------- | ----------------- | ----------------- | ----------------- |
|       | 1     | 10      | 16 października 2015  | 25 grudnia 2015       | brak              | brak              |                   |

### Sezon 1 (2015)
| #  | Tytuł                          | Reżyseria        | Scenariusz                       | Premiera             | Premiera |
| -- | ------------------------------ | ---------------- | -------------------------------- | -------------------- | -------- |
| 1  | Pilot                          | Pamela Fryman    | DJ Nash                          | 16 października 2015 |          |
| 2  | Members Only                   | Pamela Fryman    | Joshua Corey, Brian Kratz        | 23 października 2015 |          |
| 3  | Big Black Coffee               | Ted Wass         | DJ Nash                          | 30 października 2015 |          |
| 4  | Psychic Chicken                | Pamela Fryman    | Aaron Shure                      | 6 listopada 2015     |          |
| 5  | Members Only                   | Pamela Fryman    | Brenda Hsueh                     | 13 listopada 2015    |          |
| 6  | Guess Who's Coming to Decorate | Pamela Fryman    | Carla Banks Waddles              | 20 listopada 2015    |          |
| 7  | The Ecosystem                  | Michael Shea     | Mark Kunerth, Nick Adams         | 4 grudnia 2015       |          |
| 8  | Love Thy Neighbor              | Eric Dean Seaton | Carla Banks Waddles, Robb Chavis | 11 grudnia 2015      |          |
| 9  | The Tell-Tale Tacos            | Pamela Fryman    | David Regal                      | 25 grudnia 2015      |          |
| 10 | The Wedding                    | Pamela Fryman    | Aaron Shure                      | 25 grudnia 2015      |          |

## Produkcja
21 stycznia 2015, stacja NBC zamówiła pilotowy odcinek serialu. 8 maja 2015 roku, stacja NBC zamówiła pierwszy sezon serialu People Are Talking na sezon telewizyjny 2015/2016.